# Partitio terrarum imperii Romaniae
La Partitio terrarum imperii Romaniae ('divisió de les terres de l'Imperi Romà [d'Orient]') va ser un tractat signat pels croats després del saqueig de Constantinoble, la capital de l'Imperi Romà d'Orient, durant la Quarta Croada l'any 1204. El tractat preveia la fundació de l'Imperi Llatí i disposava la divisió del territori entre els països participants a la croada. La República de Venècia va ser la més beneficiada. Els croats no controlaven en realitat una part important del territori, i moltes de les particions previstes no es van portar a la pràctica.

## Clàusules
El tractat es va promulgar al setembre-octubre del 1204, o segons Nicolaos Oikonomides, immediatament després del saqueig de la ciutat, el mes d'abril o maig. Es va formar una comissió de 24 homes, 12 venecians i 12 representants dels altres caps de la croada. Es va concedir al nou emperador llatí, Balduí I de Constantinoble, el control directe de la quarta part dels territoris de l'antic Imperi Romà d'Orient, a la República de Venècia tres octaves parts, (incloses tres octaves parts de la capital, amb Santa Sofia), i les tres octaves parts restants es van donar per ser compartides entre els altres caps croats. Per aquest acord, Venècia es va consolidar com la potència hegemònica al nou Imperi Llatí. El dux de Venècia, Enric Dandolo, va afegir als títols que ja posseïa, el de Dominator quartae et dimidiae partis totius Imperii Romaniae ("Senyor d'un quart i mitja quarta part de tot l'Imperi Romà").

## Conseqüències
El tractat Partitio Romaniae va marcar el començament del període de la història de Grècia anomenat Francocràcia o Llatinocràcia, on els nobles catòlics, majoritàriament francesos i italians, van fundar els seus propis estats als territoris allunyats de la capital i van governar sobre un conjunt de població majoritàriament ortodoxa i grega. Les clàusules de la Partitio Romaniae no van ser tanmateix implementades del tot, ja que alguns nobles de l'antic Imperi van aconseguir fundar diversos estats grecs a l'exili: l'Imperi de Nicea, el Despotat de l'Epir i l'Imperi de Trebisonda, que no van deixar de lluitar contra les febles potències llatines.
La República de Venècia i Jofré de Villehardouin van acordar el juny 1209 pel tractat de Sapienza la partició del Peloponès, reconeixent el Principat d'Acaia en possessió de tota la península tret de les fortaleses de Modó i Coron, que van passar a estar sota control venecià, i va assegurar privilegis comercials i fiscals al Principat. Només resistia el magnat Lleó Esgur a la fortalesa de l'Acrocorint, on va quedar assetjat, Argos i Nàuplia.
L'Imperi Llatí, que controlava la capital i la conca de la mar de Màrmara, es va veure involucrat en una desastrosa guerra contra el Segon imperi búlgar, abans de ser vençut, l'any 1261, pels grecs de l'Imperi de Nicea.

## Com a font històrica
Com que la partició de l'Imperi Romà d'Orient es va fer a partir de documents i registres de la cancelleria imperial actualment perduts, la Partitio terrarum imperii Romaniae és una font molt important per conèixer les divisions administratives (episkepseis) de l'Imperi d'Orient, de les propietats de les grans famílies i de les zones encara controlades per l'antic imperi.